# Vicent Gascó i Massot
Vicent Gascó i Massot (València, 11 de març de 1734 - 6 de juliol de 1802) fou un enginyer i arquitecte, acadèmic de la Reial Acadèmia de Belles Arts de San Fernando des de 1765 i director de la Reial Acadèmia de Belles Arts de Sant Carles de 1776 a 1779, on va ser un dels fundadors de l'escola d'arquitectura.A més ocupà altres càrrecs polítics, va ser alcalde de barri pel «Quarter de Serrans» en 1769 i diputat del comú de la ciutat de València en diverses ocasions entre 1780 i 1790.
Fou un arquitecte molt prolífic que ha deixat nombrosos edificis, sobretot al País Valencià, i que destaca pel seu trencament amb el barroc i la introducció del neoclassicisme.

## Edificis civils
- Casa consistorial d'Alberic
- Casa consistorial de Sollana
- Casa consistorial de Sueca (1756)[3]
- Casa consistorial de Sagunt
- Casa consistorial de Silla (1794)[4]

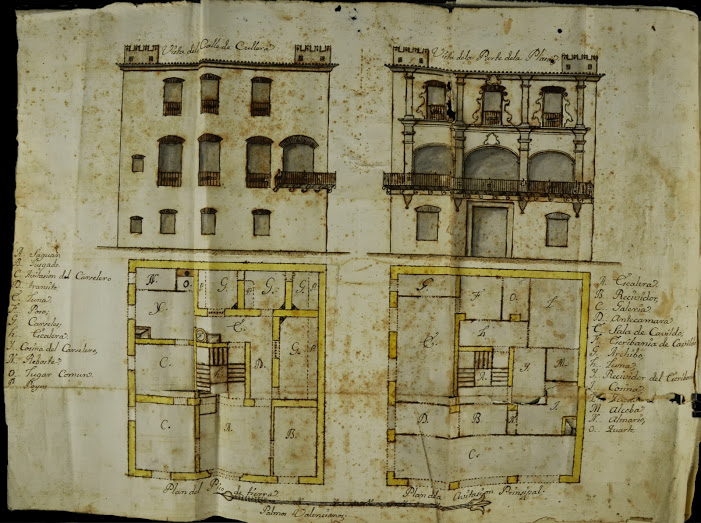
Plànol de l'Ajuntament de Sueca realitzat per Vicent Gascó en 1756 i conservat a l'Arxiu Municipal amb signatura URB-3/1

- Casa de l'ensenyança de Cullera (1781)[1]
- Diverses reformes al Palau Reial de València[2]

## Edificis religiosos
- Església i Palau del Temple (1761)
- Església de la Nativitat de Vilafermosa (1768)
- Capella de Nostra Senyora del Carme, al Convent del Carme de València (1774 - 1783)
- Capella de la Comunió de l'Església de Santa Caterina d'Alzira (1776)
- Església de Sant Miquel Arcàngel de Burjassot (aprox. 1780) Gascó va dissenyar l'altar major.[2]
- Església de l'Assumpció de Nostra Senyora de Riba-roja (1781)
- Església parroquial de la Mare de Déu d'Albuixec (1783) La reforma projectada per Gascó no es va fer, però els plànols es conserven a l'arxiu municipal de València.[2]
- Església de Sant Llorenç de Càlig (1785)
- Església de Sant Jaume de Vila-real (1785 - 1798), s'encarrega de la decoració neoclàssica
- Remodelació de la Catedral de Sogorb (1791 - 1795)
- Església de l'Assumpció d'Alaquàs, és de principis del segle xvi, Gascó va fer la capella de la Comunió en estil neoclàssic al costat de la nau central.[4]
- Església de Nostra Senyora del Roser de Sedaví (1794)[4]
- Capella de la Comunió de l'Església de la Puríssima de Quart de Poblet.

## Infraestructures
- Avinguda del Port (València) o «Camí Nou del Grau» (1802)
- Va dirigir les obres de la carretera d'Aragó, on va fer diversos ponts, com el Pont del Barranc de Xiva a Catarroja (1767); així com les carreteres de Madrid, Catarroja i Cullera[1]